# Billy Papke
Billy Papke (all'anagrafe William Herman Papke), soprannominato "The Illinois Thunderbolt" (Spring Valley, 17 settembre 1886 – Newport, 26 novembre 1936) è stato un pugile statunitense.
Fu campione mondiale dei pesi medi nel 1908 e dal 1910 al 1913.
La International Boxing Hall of Fame lo ha riconosciuto tra i più grandi pugili di ogni tempo.

## La carriera
Proveniente da una famiglia immigrata dalla Germania, iniziò a boxare come professionista nel 1906.
Il 4 giugno 1908 fu battuto ai punti in un incontro valido per il mondiale dei medi da Stanley Ketchel. Lo incontrò di nuovo a settembre e gli tolse il titolo mondiale battendolo per KOT al 12º round.
Pare che l'incontro sia stato condizionato dallo scorretto espediente di Papke di aver colpito Ketchel alla gola all'inizio dell'incontro, mentre i due pugili si erano avvicinati per toccarsi i guantoni.
Due mesi più tardi, nel novembre del 1908, nell'incontro successivo per entrambi e sempre valido per il titolo mondiale, Ketchel mise KO Papke all'11º round riappropriandosi di quello che gli era stato tolto. Lo fece dopo averlo massacrato in un modo tale che la moglie di Papke, dopo l'incontro, non lo riconobbe.
Un quarto incontro avvenne nel luglio del 1909 e vinse di nuovo Ketchel ai punti, in 20 round di combattimento strenuo.
Dopo la tragica morte di Ketchel, avvenuta nel 1910, Papke si riappropriò del titolo e combatté con esiti alterni negli Stati Uniti, in un tour in Australia e in uno in Francia dove, il 23 ottobre 1912 batté anche Georges Carpentier con un KO al 18º round.
La sua fine fu tragica più di quella del suo rivale Ketchel, anche se arrivò 26 anni più tardi. Nel 1936, infatti, Papke si suicidò con un colpo di pistola dopo aver ucciso la moglie con la stessa arma.